# 帕夫勒·久里希奇
帕夫勒·久里希奇（Pavle Đurišić，1909年7月9日—1945年4月），黑山籍塞爾維亞裔軍事人物，曾服役於南斯拉夫皇家軍隊，及後於極右翼民族主義武装切特尼克支隊當指揮官（沃伊沃德），於第二次世界大戰期間在黑山統領了一大部分的切特尼克武装。在1943年，他的部隊曾經對波斯尼亞、赫塞哥維納及桑扎克的穆斯林進行大規模屠殺。同年5月被納粹德軍所擒。及後與德國及塞爾維亞傀儡政權合作，於1944年創立黑山志願軍。久里希奇於1945年的漏斗戰場之役中被擒後，連同多名塞爾維亞東正教神父遭處決。

## 外部連結
- 帕夫勒·久里希奇（德国国家图书馆目录相关文献）
- 维基共享资源上的相關多媒體資源：帕夫勒·久里希奇